# گاه‌شماری نانک‌شاهی

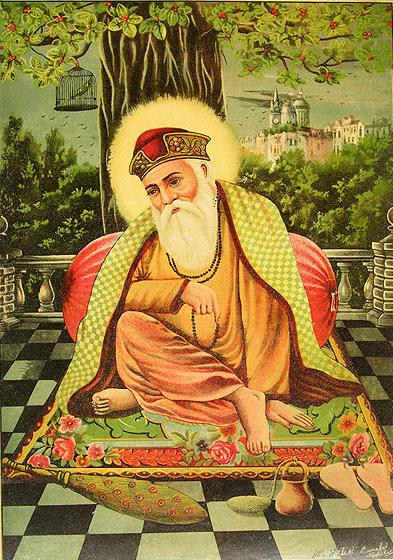
گورو نانک دیو جی

گاه‌شماری نانک‌شاهی ( الفبای گرمکهی: ਨਾਨਕਸ਼ਾਹੀ، ت. «Nānakshāhī» ) یک گاه‌شماری خورشیدی گرمسیری است که در آیین سیک مورد استفاده قرار می‌گیرد. این گاه‌شماری بر اساس دوازده ماه یا «باره ماها» (Barah Maha) است و نگارش شکل‌گرفته توسط گوروهای سیک بوده و منعکس کننده تغییرات طبیعت است که در چرخه دوازده‌ماهه سال منتقل می‌شود. سال با ماه چیت آغاز می‌شود و اول چیت مصادف با روز ۱۴ مارس است. مبدأ تاریخ گاه‌شماری نانک‌شاهی تولد گورو نانک دیو بوده و مطابق با سال ۱۴۶۹ میلادی است.

## ریشه‌شناسی
گاه‌شماری نانک‌شاهی به یاد مؤسس مذهب سیک، گورو نانک دیو جی نامگذاری شده است.